# Гарпія гвіанська
Гвіанська гарпія (Morphnus guianensis) — великий неотропічний яструб. Це єдиний представник роду Morphnus. Гвіанська гарпія може виростати до 89 см в довжину, з розмахом крил до 176 см і важити до 3 кг. Колір оперення варіюється від світло-коричнево-сірого до темно-сірого або навіть чорнуватого в деяких випадках. Має біле горло, темну пляму на гребені та маленьку темну маску на очах. Вид широко розповсюджений у Центральній і Південній Америці, але не у великих кількостях. Надає перевагу рівнинним тропічним лісам. Потужний хижак, його раціон складається в основному з дрібних ссавців, гризунів, змій і дрібніших птахів. Попри широкий ареал, наразі МСОП класифікує цих птахів як такі, що перебувають під загрозою, передусім через втрату середовища проживання.